# Selimiye, Sulusaray
Selimiye là một xã thuộc huyện Sulusaray, tỉnh Tokat, Thổ Nhĩ Kỳ. Dân số thời điểm năm 2011 là 66 người.